# A Mis Niños de 30 Años
A Mis Niños de 30 Años é o primeiro álbum de estúdio de Miliki. O álbum conquistou cinco discos de platina na Espanha e foi premiado com um Grammy Latino na categoria Melhor Álbum Infantil do Ano. Em 2001, Miliki recebeu novamente o prêmio pelo álbum ¿Cómo están ustedes?, cujo título refere-se a saudação com a qual ele começava seu programa circense na televisão.
A Mis Niños de 30 Años inclui muitas das canções mais conhecidas que Miliki e seus companheiros do grupo "Gaby, Fofó e Miliki" apresentaram ao longo de sua carreira, como "Había una vez un circo", "Susanita tiene un ratón", "El auto de papá" e muitas outras que marcaram a infância de muitas pessoas na Espanha e em outros países de língua espanhola.

## Faixas
| N.º | Título                                                               | Duração |  |
| 1.  | "A mis niños de 30 años"                                             | 3:32    |  |
| 2.  | "La gallina Turuleca"                                                | 3:06    |  |
| 3.  | "Mi barba tiene tres pelos"                                          | 3:56    |  |
| 4.  | "Hola Don Pepito (Part. Juan Luis Cano e Guillermo Fesser)"          | 3:46    |  |
| 5.  | "Había una vez un circo"                                             | 2:33    |  |
| 6.  | "El barquito de cáscara de nuez (Part. Emilio Aragón e Miguel Bosé)" | 2:29    |  |
| 7.  | "El auto nuevo"                                                      | 3:33    |  |
| 8.  | "Vaya Mentira (Part. Miguel Ríos)"                                   | 2:49    |  |
| 9.  | "Feliz en tu día (Part. Celia Cruz)"                                 | 2:47    |  |
| 10. | "Susanita"                                                           | 2:41    |  |
| 11. | "Mi familia"                                                         | 2:44    |  |
| 12. | "Dale Ramón (Part. Siempre así)"                                     | 2:18    |  |
| 13. | "Navidad con paz"                                                    | 3:14    |  |
| 14. | "Chinito de amor (Part. Rita Irasema)"                               | 1:53    |  |
| 15. | "Los días de la semana"                                              | 2:33    |  |
| 16. | "Cómo me pica la nariz (Part. Gabino Diego)"                         | 2:17    |  |
| 17. | "Pepe trae la escoba"                                                | 1:42    |  |
| 18. | "Susanita (Part. Marcela Morelo)"                                    | 2:41    |  |
| 19. | "Hola Don Pepito (Part. Paquito D'Rivera)"                           | 2:46    |  |
| 20. | "Feliz en tu día"                                                    | 2:46    |  |

## Vendas e certificações
| Região                                  | Certificação | Vendas                |
| --------------------------------------- | ------------ | --------------------- |
| Argentina (CAPIF)                       | 1x Platina   | 60.000*               |
| Espanha (Promusicae)                    | 5x Platina   | 540.000*              |
| Resumos                                 |              |                       |
| Mundialmente                            | —            | 600.000 (em 2 países) |
| *vendas baseadas apenas na certificação |              |                       |

## Ficha técnica
- Direção: Mario Klemens[5]
- Direção executiva: Emilio Aragón "Miliki", Óscar Gómez e Jorge E. Gomez
- Direção de arte e Design gráfico: Jaime Jiménez e Manuel Acosta
- Capa e ilustração: Antonio Arés
- Assistente de produção: Spaneslava Vomackova
- Coordenação de produção: Mercedes Marcilla, Susana Tarriño e Tico Darna
- Engenheiros: Jorge G. Garcia (Madrid e Praga), Adolfo Castilla (Sevilha), Olga Santos (Madrid) e Steve Price (Londres)
- Arranjos: Carlos Gomez e Víctor Reyes

Músicos
- Bateria: Ralph Salmins
- Baixo: Manolo Toro
- Guitarra: Juan Cerro
- Acordeão: Miliki
- Piano: Carlos Gomez e Victor Reyes
- Percussão: Tito Duarte e Henry Diaz